# Fenilacetona
La Fenilacetona es un compuesto orgánico con la fórmula química C6H5CH2COCH3. Es un aceite incoloro que es soluble en solventes orgánicos. Esta sustancia se utiliza en la fabricación de metanfetamina y anfetamina, donde se la conoce comúnmente como P2P. Debido a los usos ilícitos en la química clandestina, fue declarada sustancia controlada de la lista II en los Estados Unidos en 1980. En los seres humanos, la fenilacetona se presenta como un metabolito de la anfetamina y la metanfetamina a través de la desaminación oxidativa mediada por FMO3.

## Síntesis
Un método para crear fenilacetona es a través de:
ácido fenilacético (C8H8O2) + anhídrido acético (C4H6O3) + catalizador de piridina → fenilacetona (C9H10O) + dióxido de carbono (CO2) + agua (H2O)

Se ha utilizado acetato de sodio en lugar de piridina.
En el siglo XX, se utilizaron cloroacetona, benceno y cloruro de aluminio anhidro para sintetizar fenilacetona. La reacción incluyó la alquilación de Friedel-Crafts.